# Kostel svatého Bartoloměje (Kostomlaty nad Labem)
Kostel svatého Bartoloměje v Kostomlatech nad Labem je římskokatolický filiální kostel se hřbitovem ve středočeské obci Kostomlaty nad Labem v okrese Nymburk. Kostel byl postaven v pozdně barokním slohu v letech 1775 až 1778. Do roku 2006 byl farním kostelem kostomlatské farnosti, poté byl převeden pod správu farnosti v Lysé nad Labem.

## Historie

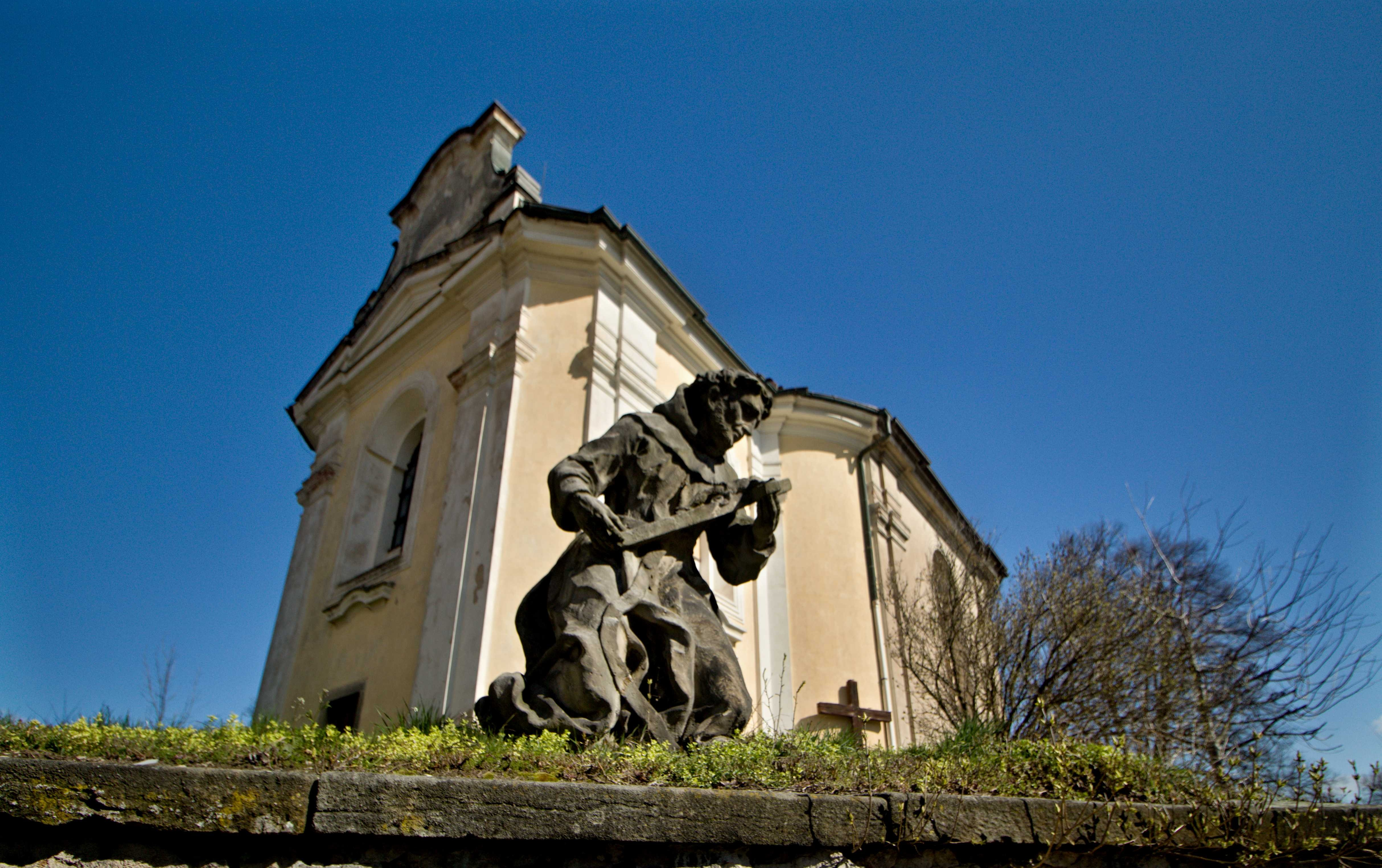
Barokní socha před kostelem

Na místě dnešního kostela na návrší uprostřed obce stála sakrální stavba již ve 14. století, ta se však nedochovala. Na jejím místě byl zbudován v letech 1775 až 1778 kostel v pozdně barokním slohu mající jednu obdélníkovou loď s pravoúhlým presbytářem a pravidelnou sakristií situovanou v ose stavby. Uvnitř objektu je strop tvořen plackovou klenbou a freskou vytvořenou roku 1778 Janem Quirinem Jahnem, na níž zachytil výjevy z legendy o svatém Bartoloměji. Týž autor vytvořil hlavní oltář spolu s obrazy svaté Terezie a Kristova křtu. Uvnitř stavby se nachází renesanční křtitelnice vytvořená roku 1602 z cínu.
S kostelem sousedí zděná zvonice s pravoúhlým půdorysem vybudovaná roku 1778. O více než století později (1885) však ještě prošla úpravami. Ve zvonici visí gotický zvon z roku 1359, jenž se řadí mezi nejstarší v kraji.

## Popis
Před kostelem směrem k silnici II/331 se od roku 1842 nachází terasa, na níž jsou osazené sochy pocházející z několika míst tehdejšího panství rodu Šporků v okolí Lysé nad Labem. Jsou tu tak skulptury ze zrušených kaplí nebo pousteven. U schodů vedoucích na balustrádu se nacházejí dvě dvojice soch andělů, které vytvořil Matyáš Bernard Braun.
Objekty kostela, zvonice i terasy se schodišti a sochami, včetně sochy Krista Salvátora a ohradní zdi, jsou chráněny coby kulturní památky.